# Liste des cours d'eau d'Haïti

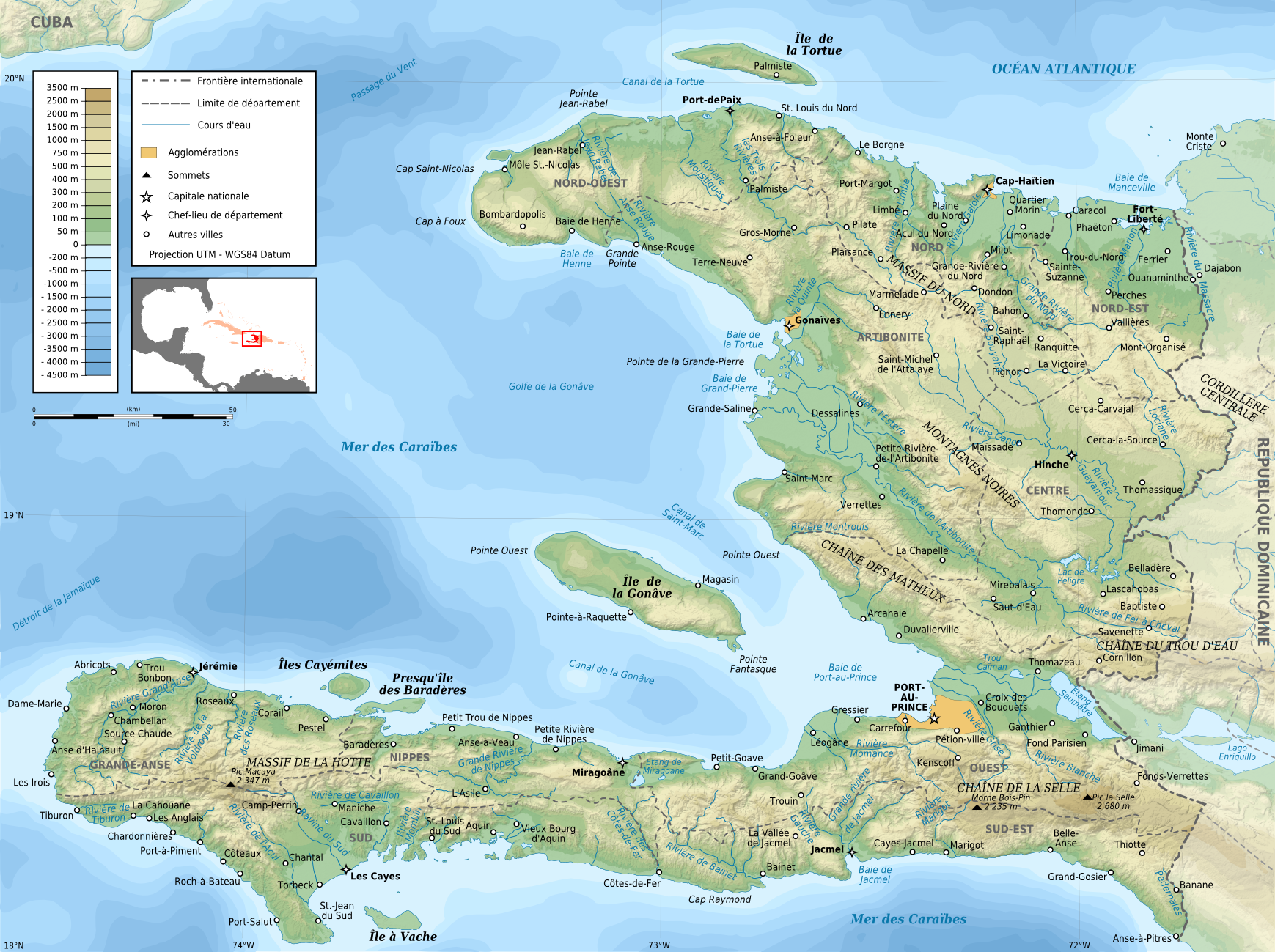
Carte topographique d'Haïti avec hydrographie.

Les cours d'eau d'Haïti, certains sont en commun avec l'état de République dominicaine.
Les rivières, ravines, ruisseaux et cascades parsèment le territoire d'Haïti. L'aménagement de tous ces cours d'eau est un enjeu important dans le développement du territoire haïtien. L'État haïtien est face à une situation grave notamment pour le renforcement des berges et le curetage du réseau fluvial. Trop d'inondations catastrophiques endeuillent régulièrement le pays. Les ressources en eau potable est également un défi majeur pour la santé publique. Enfin la prise de conscience écologique est développée auprès des populations au moyen du système éducatif qui dispense le savoir et les connaissances. Enfin les informations sur l'évolution et l'avancement des projets, sont diffusées à travers les médias haïtiens. 

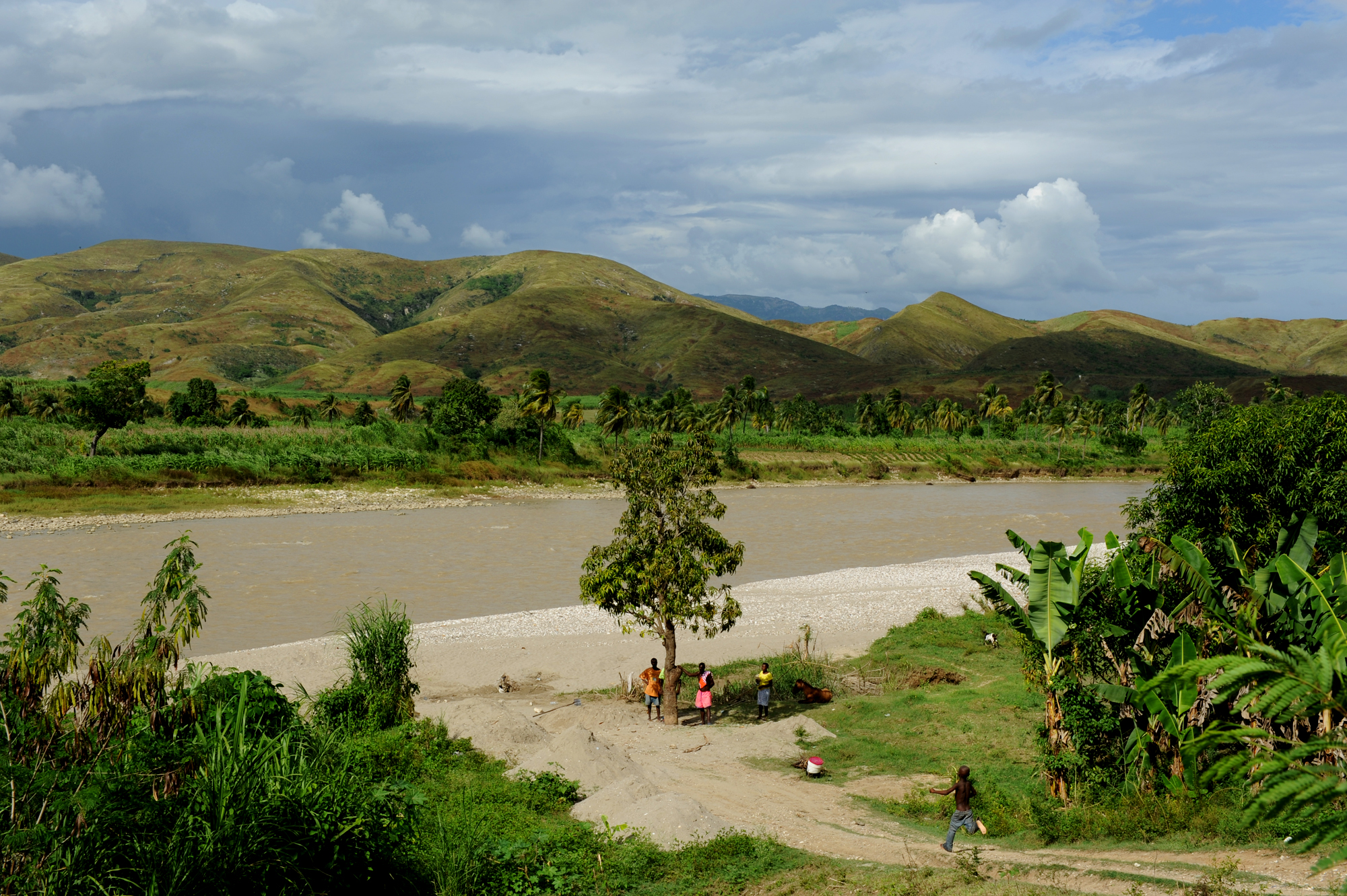
le fleuve Artibonite.

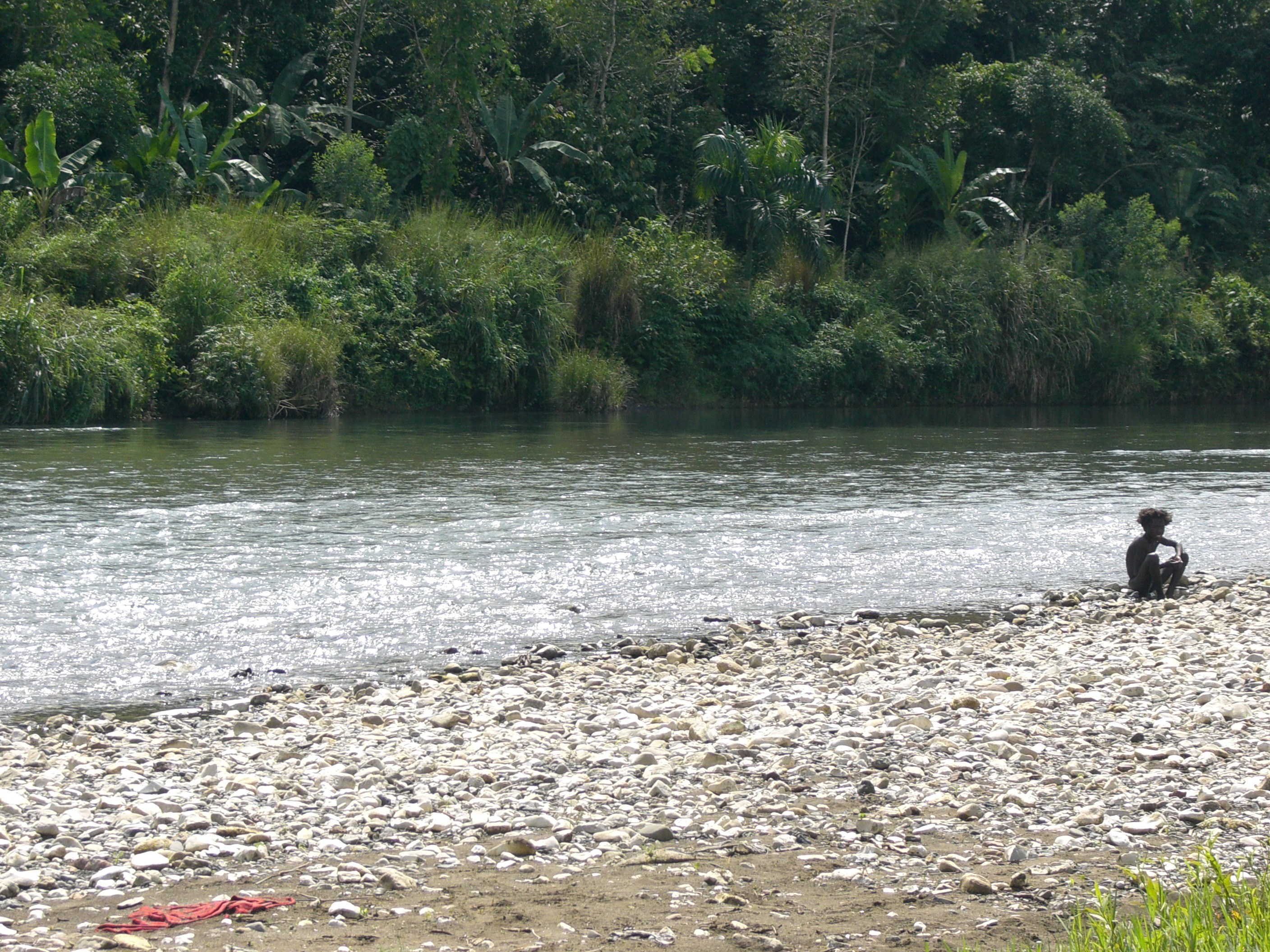
la Rivière de la Grande-Anse.

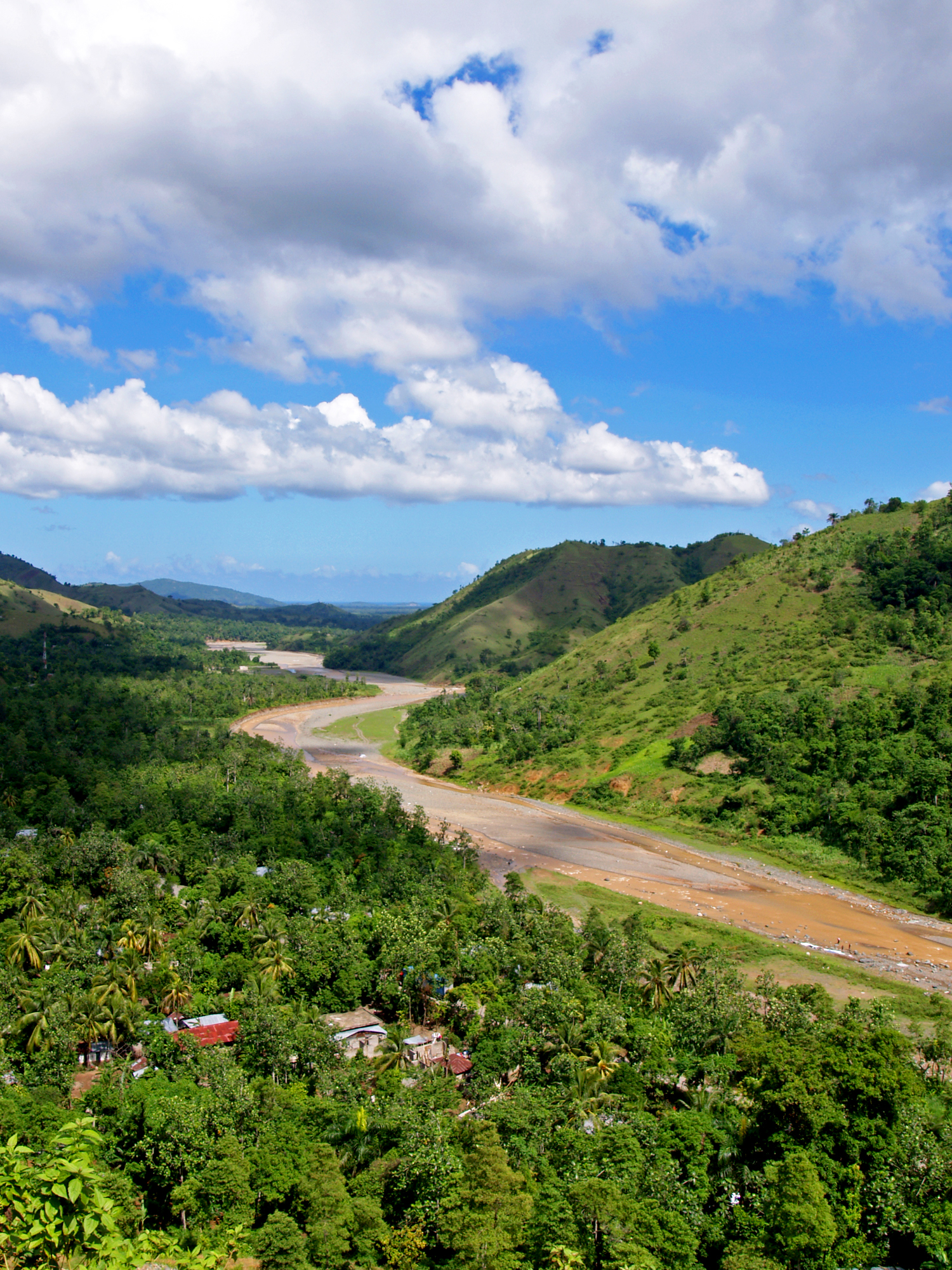
la rivière Limbé à Limbé vue du Morne Bambou près de Camp Coq.

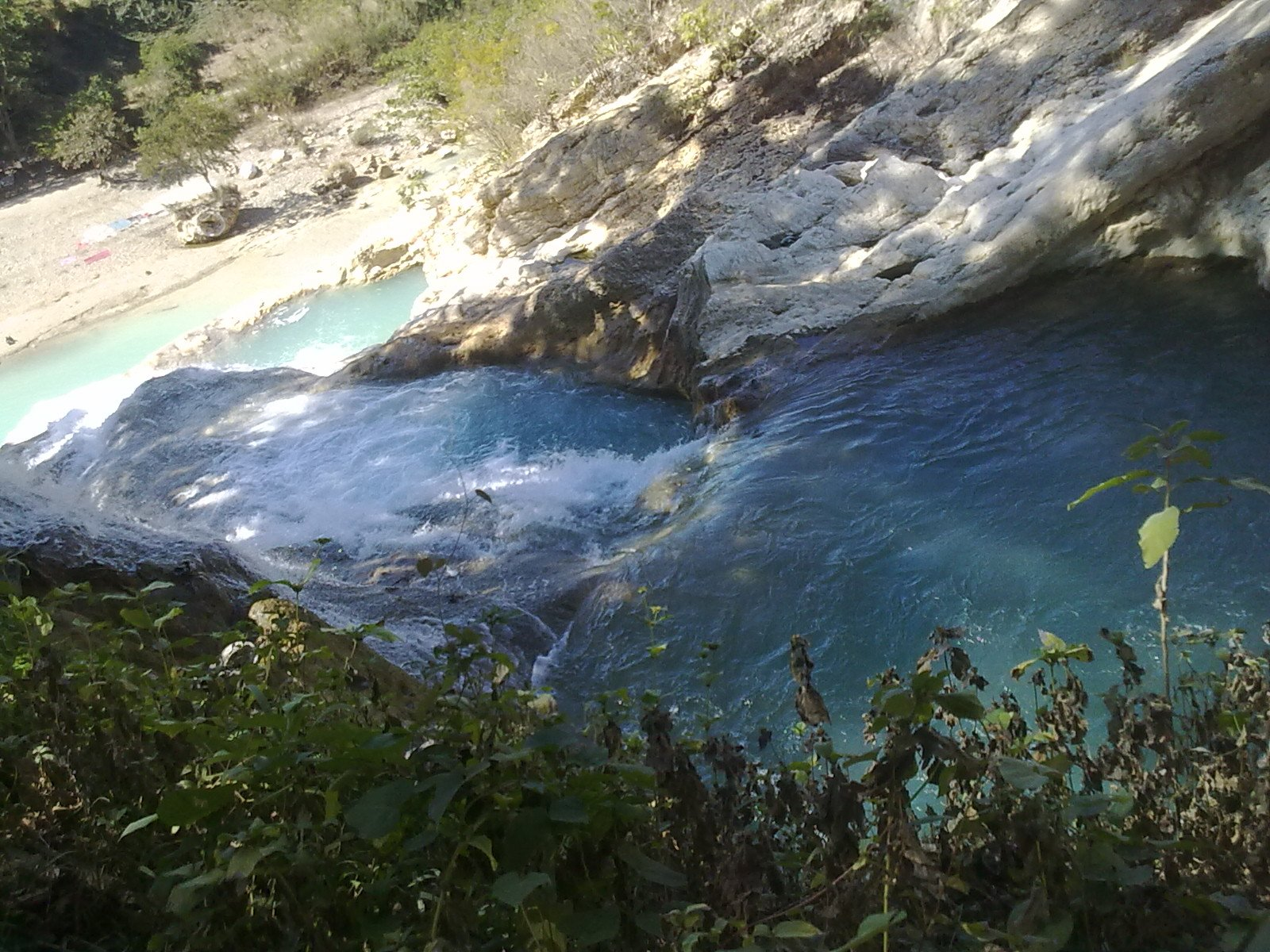
Bassins supérieurs du bassin Zim au nord de Hinche sur la Guayamouc.

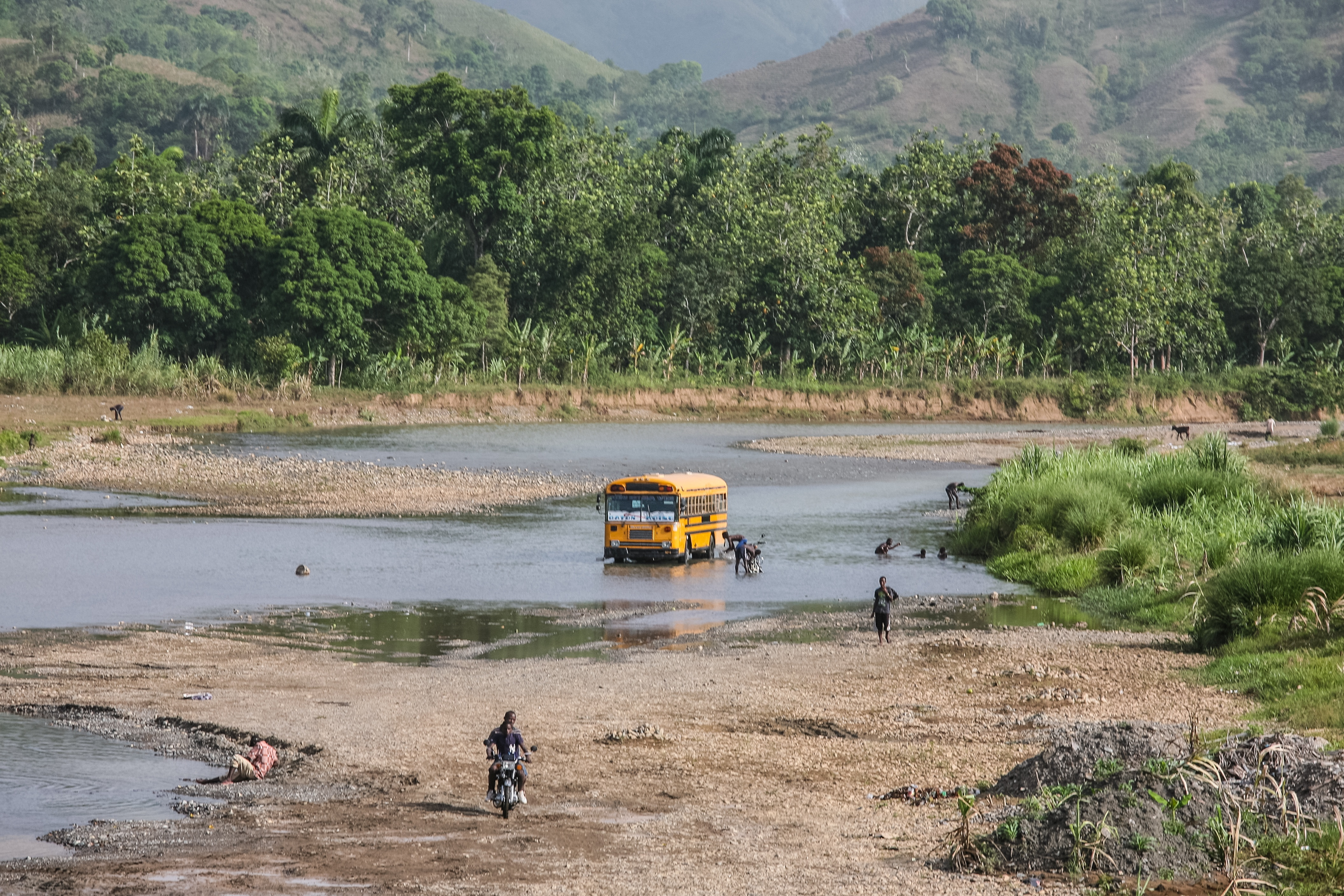
Nettoyage d'un bus scolaire sur le fleuve Trois Rivières.

## Par ordre alphabétique
- Acul du Sud - Artibonite
- Bainet - Baradères - Bâtarde - Rivière Blanche (département de l'Artibonite) - Rivière Blanche (département de l'Ouest) - Boucan Carré - Bouyaha - Bretelle
- Canot - Capotille - Cavaillon - Rivière de la Cosse (Grande Rivière de Jacmel) - Côtes de Fer - Courjolle
- Estère
- Fer à Cheval - Rivière Froide (département de l'Artibonite) - Rivière Froide (département de l'Ouest)
- Gauche - Gens de Nantes - Gobé - La Gosseline - Grande-Anse - Grand Goâve - Grande Rivière de Nippes - Grande Rivière de Jacmel (Rivière de la Cosse)  - Grande Rivière de Saint-Marc - Grande Rivière du Nord - Grise - Guayamouc - Guinaudée
- Haut-du-Cap
- Lamatry - La Thème - La Tombe - Libon - Limbé - Lociane
- Macassia - Marigot - Marion - Massacre - Matheux - Momance - Montrouis - Moustiques
- Orangers
- Pedernales - Petite Rivière de Jacmel - Petite Rivière de Saint-Marc - Port-Margot
- La Quinte
- Ravine du Sud - Roseaux
- Samana - Soliette
- Ténèbres - Thomonde - Torbeck -  Torcelle - Trois Rivières[2]
- Veuve - Voldrogue.

## Par bassin versant

### Océan Atlantique
- Grande Rivière du Nord
- Haut-du-Cap
- Limbé
- Marion
- Massacre
  - Capotille
  - Gens de Nantes
  - Lamatry
- Moustiques
- Port-Margot
- Trois Rivières

### Golfe de la Gonâve
- Artibonite
  - Blanche
  - Boucan Carré
  - Fer à Cheval
  - Macassia
  - Guayamouc
    - Bouyaha
    - Canot
    - Samana

  - Lociane
    - Victorine

  - Libon
  - Boucan Carré
  - Thomonde
  - La Thème
  - La Tombe
- Baradères
- Bâtarde
- Blanche
- Bretelle
- Courjolle
- Estère
- Froide (département de l'Artibonite)
- Froide (département de l'Ouest)
- Grand Goâve
- Grande-Anse
- Grande Rivière de Nippes
- Grande Rivière de Saint-Marc
  - Gobé
  - Veuve
- Petite Rivière de Saint-Marc
- Grise (Grande rivière du Cul de Sac)
- Guinaudée
- Matheux
- Momance
- Montrouis
- La Quinte
- Roseaux
- Torcelle
- Voldrogue

### Mer des Caraïbes
- Acul du Sud
- Bainet
- Cavaillon
- Cosse (Grande Rivière de Jacmel)
  - Gauche
  - La Gosseline
  - Orangers
- Côtes de Fer
- Marigot
- Pedernales[3]
- Petite Rivière de Jacmel
- Ravine du Sud